# ژیتکووا
ژیتکووا (به چکی: Žítková) یک منطقهٔ مسکونی در جمهوری چک است که در ناحیه اوهرسکه هرادیشتی واقع شده‌است. ژیتکووا ۶٫۸۰ کیلومتر مربع مساحت و ۲۰۷ نفر جمعیت دارد و ۵۹۰ متر بالاتر از سطح دریا واقع شده‌است.